# Golden Girl (1951)
Golden Girl ist ein US-amerikanischer Musical-Film aus dem Jahr 1951 von Lloyd Bacon mit Mitzi Gaynor in der Rolle der Lotta Crabtree, einer der beliebtesten amerikanischen Entertainerinnen im späten 19. Jahrhundert. Weitere tragende Rollen sind mit Dale Robertson, James Barton und Dennis Day besetzt.
Das Drehbuch basiert auf einer Geschichte von Albert und Arthur Lewis und Edward Thompson und zeigt Lotta Crabtrees Aufstieg zum Golden Girl. Die Vorlage wurde von Charles O’Neal für die Leinwand der von Seymour Felix entworfenen Choreografie angepasst.

## Handlung
Als der lebhafte 16-jährige Teenager Lotta Crabtree im Jahr 1863 erfährt, dass die berühmte Tänzerin Lola Montez in ihrer Nachbarschaft in Rabbit Creek lebt, ist sie begeistert. Verkörpert Lola doch etwas, was sie selbst anstrebt, Tanzen, Singen, Schauspielerei. Lottas Traum wird von ihrer Mutter Mary Ann nicht gern gesehen, im Gegensatz zu ihrem Vater John, der Lottas Talent fürs Singen und Tanzen fördert, so gut es ihm möglich ist. Lottas Eltern betreiben zusammen eine kleine Pension.
Lotta hat bereits einige Verehrer, so den Einheimischen, Mart Tylor, der alles für sie tun würde, und ihr behilflich ist, wo immer er kann, indem er überall von ihrer Begabung schwärmt und halb spaßeshalber erklärt, dass er sich aus Liebe zu ihr sogar erschießen würde. Auch der neu hinzugezogene gut aussehende Tom Richmond findet Gefallen an Lotta, er stimmt im Gegensatz zu Mart Tylor zu, Lotta zur Show von Lola Montez zu begleiten, worüber sie sehr glücklich ist.
Während Lotta begeistert der Show beiwohnt, bringt ein Pensionsgast namens Johannes Cornelius Lottas Vater dazu sein gesamtes Geld und sogar die Pension beim Roulette einzusetzen mit dem Versprechen, dass er eine todsichere Methode habe. John Crabtree verliert alles. Lotta kann ihre Mutter nun davon überzeugen, dass sie der Familie helfen könne, wenn die Mutter ihr erlaube, Entertainment zu betreiben. So macht sich Lotta in Begleitung ihrer Mutter und Marts auf, um in den Bergbaustädten Kaliforniens zu singen und zu tanzen. Mart stellt sie den Männern als „Golden Girl“ vor, jedoch bekommt sie zu ihrer Enttäuschung keine Goldstücke von ihnen zugeworfen, wie das bei Lola Montez der Fall war. Erst als Lotta Teile ihres Kostüms abstreift und den Männern eine Show bietet, sind neben Begeisterung auch Goldstücke ihr Lohn. Dazu hat auch Tom beigetragen, der ihr als erster eine Münze auf die Bühne warf und die Männer ermunterte, es ihm gleichzutun. Hinter der Bühne wird Lotta von ihrer Mutter wegen ihres Verhaltens kritisiert. Während der nun folgenden Zeit, fahren die Crabtrees und Mart durchs Land und nach und nach eilt Lotta ihr Ruf als Künstlerin voraus. Aber auch Tom nimmt an fast jeder Show teil und trifft sich alsbald heimlich mit Lotta. Längst sind beide ineinander verliebt. Mary Ann Crabtree ist das gar nicht recht und noch weniger, als sie erfahren muss, dass Tom ein professioneller Spieler ist. Sie konfrontiert ihre Tochter mit ihrem Wissen und beschuldigt Tom, ihnen nur zu folgen, um an Lottas Geld zu kommen. Niedergeschlagen weigert sich Lotta daraufhin mit Tom zu sprechen, wobei ihre Aufmerksamkeit zusätzlich abgelenkt wird durch den Auftritt eines Offiziers der Union, der sie bittet, Gold zu ihrem nächsten Stopp in Fort Yucca mitzunehmen. Er erklärt Lotta, dass ein berüchtigter Bandit namens „The Spaniard“ der Union Gold gestohlen habe, sodass sie seinem Wunsch entspricht. Bevor Lotta weiterfährt, trifft sie sich aber doch noch mit Tom, der sie seiner Liebe versichert, und Lotta glaubt ihm nur zu gern.
Unterwegs wird der Wagen der Crabtrees jedoch von maskierten Banditen angehalten, die von „The Spaniard“ angeführt werden. Trotz seiner Verkleidung erkennt Lotta in ihm Tom, der ihr aber versichert, ein Verbündeter der Konföderierten im Bürgerkrieg zu sein, dem aufgetragen worden sei, für seine hungernden Männer zu sorgen. Nachdem Lotta das Volkslied Dixie für Tom gesungen hat, verabschiedet sie sich von ihm und setzt ihre Reise fort.
In der Folgezeit wächst Lottas Ruhm weiter an und als sie nach San Francisco geht, trifft sie auch ihren Vater wieder. Der hat inzwischen Glück gehabt und bei einem Kartenspiel eine Urkunde gewonnen, die ihn als Besitzer eines führenden Theaters ausweist. Mart hat sogleich die Idee, dort eine sehr erfolgreiche Show für Lotta zu starten. Während der Bürgerkrieg tobt, wird Lotta zum Liebling der Theaterbesucher in San Francisco. In der Hoffnung, Tom zu finden, verlässt Lotta, wenn auch widerwillig, Kalifornien und geht auf eine Langstrecken-Tournee, die in New York endet. Auch dort sind die Auftritte des berühmten „Golden Girl“ ständig ausverkauft. Es ist nun mehr als ein Jahr her, dass Lotta letztmals von Tom gehört hat, trotzdem will die junge Frau die Hoffnung nicht aufgeben, dass er am Leben ist. Und tatsächlich erhält Lotta kurz nach Kriegsende einen Brief von Tom, der schreibt, dass er verwundet worden sei, sich aber auf dem Weg der Besserung befinde. Gleichzeitig erreicht Lotta jedoch auch ein Brief von Toms Arzt, der ihr mitteilt, dass Tom seine schwere Verwundung wahrscheinlich nicht überleben werde. Todunglücklich setzt Lotta ihre Show dennoch fort und singt auch das Lied Dixie, obwohl das Publikum sie dafür ausbuht. Mart greift jedoch ein und ruft in die Menge, dass Sieger den Besiegten gegenüber großzügig sein sollten und so kommt es, dass die Menge alsbald mit in den Song einstimmt.
Nach der Show lässt ihre Familie Lotta wunschgemäß allein, da sie trauern möchte. Als ihr Blick über die leere Bühne geht, hört sie plötzlich, wie jemand ihren Namen ruft. Es ist Tom, glücklich stürzt Lotta sich in seine Arme.

## Produktion

### Produktionsnotizen
Es handelt sich um eine 20th Century Fox-Produktion. Für die speziellen fotografischen Effekte zeichnete Fred Sersen verantwortlich, Roger Heman für den Ton. Arbeitstitel des Films war Belle of Market Street. Unter anderem wurde vom 30. April bis zum 31. Juli 1951 auf der Century Ranch in Malibu Hills und in San Francisco gedreht. Die Dreharbeiten mussten für einen Zeitraum von circa drei Wochen unterbrochen werden, da Mitzi Gaynor sich einen Zeh gebrochen hatte.

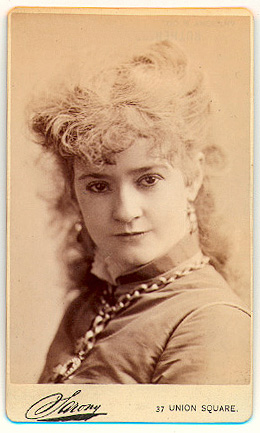
Lotta Crabtree, die im Film von Mitzi Gaynor verkörpert wird.

### Hintergrund
Die Handlung des Films beruht auf dem Leben der berühmten amerikanischen Entertainerin Lotta Crabtree (1847–1924), die unter dem Namen The Golden Girl bekannt war. Crabtree wurde im Alter von sechs Jahren in einer kleinen Bergstadt in Kalifornien von Lola Montez, einer Nachbarin, im Tanz unterrichtet. Als sie acht Jahre alt war, bereiste sie bereits in der Obhut ihrer Mutter Kalifornien und wurde alsbald eine Sensation sowohl in Francisco, als auch New York und dem Rest der Vereinigten Staaten. Mit 25 Jahren war die junge Frau die reichste Schauspielerin ihrer Generation und tat auch viel Gutes mit ihrem Geld. So machte sie der Stadt San Francisco beispielsweise einen Brunnen zum Geschenk.
Laut einer Nachricht in der Fachzeitschrift der Filmindustrie Hollywood Reporter wurde die Tänzerin Valerie Bettis für die Hauptrolle des Films gecastet. Obwohl im März 1951 im Los Angeles Examiner bekanntgegeben wurde, dass Thelma Ritter die Rolle der Mary Ann Crabtree spiele, war es dann Una Merkel die im fertigen Film erschien. Auch die Verlautbarungen, dass Grady Harrison, Doc McGill, Lola Kendrick, Alvin Hammer, Sally Yarnell und Danny Borzage im Film besetzt seien, bestätigten sich nicht. Im Mai 1950 wurde bekannt, dass der Charakterdarsteller Bill Worth während der Dreharbeiten verstorben sei. Mitte Juni 1950 wurde bekannt, dass Regisseur Lloyd Bacon einen Cameo-Auftritt als Polizist im Film habe, so wie er es in der Vergangenheit auch in seinen anderen Filmen gehandhabt hatte. Die Aufnahmen mit Worth und Bacon waren im fertigen Film aber nicht auszumachen. Für Mitzi Gaynor war die Rolle der Lotta Crabtree ihre erste Hauptrolle in einem Film, in diesem Fall ihrem dritten. Lorraine Lo Bianco war der Ansicht, dass Mitzi Gaynor mit ihrer optimistischen Ausstrahlung und ihrem Talent fürs Tanzen und Singen, an Betty Hutton erinnere. Mit diesem Film werde ihr eine Chance gegeben, als der kommende Superstar zu glänzen. Mitzi Gaynor äußerte später einmal, dass Golden Girl einer ihrer Lieblingsfilme sei.

### Musik
Folgende Titel werden im Film gespielt und gesungen:
- California Moon, Musik Joe Cooper, Text: George Jessel und Samuel Lerner
  - gesungen und getanzt von Mitzi Gaynor, ebenso wie von Dennis Day und von Mitzi Gaynor und James Barton zusammen
- Never, Musik: Lionel Newman, Text: Eliot Daniel
  - gesungen von Dennis Day
- Sunday Morning, Musik: Ken Darby, Text: Ken Darby und Eliot Daniel
  - gesungen und getanzt von Mitzi Gaynor und Dennis Day
- I Wish I Was In (Dixie’s Land aka Dixie), geschrieben von Daniel Decatur Emmett
  - gesungen von Mitzi Gaynor
- Kiss Me Quick and Go, Musik: Frederick Buckley, Text: Silas Sexton Steel
  - gesungen und getanzt von Mitzi Gaynor
- When Johnny Comes Marching Home, Text: Patrick Gilmore unter dem Pseudonym Louis Lambert
  - gesungen und getanzt von Mitzi Gaynor
- Oh, them Golden Slippers, geschrieben von James Allen Bland
  - gesungen von Mitzi Gaynor
- San Francisco, Musik: Bronisław Kaper, Text: Gus Kahn
- Yankee Doodle, traditionelle Weise
- Carry Me Back to Old Virginny, geschrieben von James Allen Bland
  - gesungen von Mitzi Gaynor und Dennis Day
- Beautiful Dreamer, geschrieben von Stephen Foster

### Erstveröffentlichung
Die Weltpremiere des Films fand am 8. November 1951 in San Francisco statt, in New York lief der Film am 19. November 1951 an und in Los Angeles am 21. November 1951. In Schweden wurde er 1952 gezeigt, ebenso in Afghanistan, Argentinien, Finnland und auf den Philippinen (in Davao). 1953 wurde er in Australien veröffentlicht, ebenso in Portugal. In der Türkei wurde er erstmals im März 1954 gezeigt. Außerdem wurde er in folgenden Ländern veröffentlicht: Brasilien, Spanien, Frankreich, Griechenland und Italien.

## Kritik
Der Kritiker des Los Angeles Examiner schrieb über die Leistung von Mitzi Gaynor, sie sei „eine der vielversprechendsten jungen Schauspielerinnen“.
Für Bosley Crowther von der New York Times war der Film kein Hit, bot aber angenehme Unterhaltung. Die legendäre Lotta Crabtee, das Goldene Mädchen, das nach dem Sezessionskrieg die Menschen fasziniert und bezaubert habe, sei auf der Filmleinwand kaum faszinierend, aber immerhin ein feines Mädchen. Eine vollständige Biografie sei offensichtlich nicht angestrebt worden, man sei zu sehr allein mit dem Aufstieg der Heldin beschäftigt gewesen. So sei ein eher uninspirierter Musicalfilm in Technicolor entstanden, dessen Musik nicht unvergesslich sei. Weiter bemerkte Crowther, Mitzi Gaynor sei jung und unverdorben wie die Entertainerin, die sie verkörpere. Vielleicht übertreibe sie manchmal ein wenig mit ihrer Herumhüpferei… Dennis Day sei dazu da, um Miss Gaynor aus der Ferne zu bewundern und seine hohe Tenorstimme in Liedern wie California Moon und Sunday Morin’ zu erheben und Una Merkel füge eine übliche Darstellung als missbilligende Mutter hinzu.

## Auszeichnung
Der Film erhielt 1952 eine Nominierung für den Oscar in der Kategorie „Bester Song“ für das Lied Never von Eliot Daniel und Lionel Newman. Ausgezeichnet wurde jedoch der Song In the Cool, Cool, Cool of the Evening von Hoagy Carmichael und Johnny Mercer aus der Filmkomödie Hochzeitsparade (Here Comes the Groom).